# مطار كوغاليم الدولي
مطار كوغاليم الدولي (بالروسية: Аэропорт Когалым)‏(إياتا: KGP، إيكاو: USRK) هو مطار دولي يقع في كوغاليم، روسيا. يقع على بعد 9 كم من جنوب شرق كوغاليم. ويستوعب طائرات متوسطة الحجم.

## شركات الطيران والوجهات
| شركـات طيـران  | الوجهات                                       |
| -------------- | --------------------------------------------- |
| خطوط إس سفن    | مطار نوفوسيبيرسك                              |
| Utair          | مطار فنوكوفو الدولي، مطار كوروموخ الدولي، Ufa |
| Yamal Airlines | مطار كولتسوفو الدولي                          |